# Unojärvi
Unojärvi är en sjö i Kiruna kommun i Lappland och ingår i Torneälvens huvudavrinningsområde. Sjön har en area på 0,0328 kvadratkilometer och ligger 435,3 meter över havet. Unojärvi ligger i Torneträsk-Soppero fjällurskog Natura 2000-område.

## Delavrinningsområde
Unojärvi ingår i det delavrinningsområde (757104-176226) som SMHI kallar för Mynnar i Myllyjoki. Medelhöjden är 454 meter över havet och ytan är 24,22 kvadratkilometer. Det finns inga avrinningsområden uppströms utan avrinningsområdet är högsta punkten. Paljasjoki som avvattnar avrinningsområdet har biflödesordning 4, vilket innebär att vattnet flödar genom totalt 4 vattendrag innan det når havet efter 364 kilometer. Avrinningsområdet består mestadels av skog (67 procent) och sankmarker (29 procent). Avrinningsområdet har 0,14 kvadratkilometer vattenytor vilket ger det en sjöprocent på 0,6 procent.